# Drie-eenheidskathedraal (Loetsk)
De Kathedraal van de Heilige Drie-eenheid (Oekraïens: Свято-Троїцький кафедральний собор) maakt deel uit van een voormalig Benedictijner kloostercomplex in de Oekraïense stad Loetsk. Het klooster werd gebouwd in 1721, terwijl de kerk naar ontwerp van de architect Paweł Giżycki werd voltooid in 1789.
In de tweede helft van de 19e eeuw werden de kloostergebouwen van de Franciscanen afgenomen en overgedragen aan de orthodoxe gemeenschap van Loetsk. Na 1870 werd de kathedraal verbouwd door het toevoegen van een koepel en een klokkentoren boven de narthex. Tegenwoordig behoort de kerk tot de Oekraïens-orthodoxe Kerk. In de voormalige kloostergebouwen zijn een bibliotheek en winkels ondergebracht.

## Geschiedenis
Bronnen bevestigen het bestaan van een 15e-eeuwse kerk buiten de stad op een heuvel. Met hulp van koning Wladislaus Wasa werd deze kerk overgedragen aan de Bernardijner orde. In de buurt van de kloosterkerk werd naast het kloosterkerkhof de Kapel van de Treurende Christus gebouwd. Deze houten kapel werd in het jaar 1648 bij een aanval van de Kozakken leeggeroofd. Later brandde in 1696 de kapel af nadat een organist de brand had aangestoken om een diefstal te camoufleren.
In 1720 begon men met de bouw van een stenen klooster. Initiatiefnemer was een lid van het Pools adellijk geslacht Radziwiłł, die een bedrag van 40.000 Złoty voor het klooster en 16.000 voor een onderaardse gang ter beschikking stelde. Later werd ook de kerk gebouwd naar een barok ontwerp van de architect Paweł Giżycki. Alhoewel de kerk voor de Bernardijner orde gebouwd werd, was het een typische jezuïetenkerk. Het gebouw werd voltooid in 1789.
In het jaar 1793 veroverden Russische troepen het complex en namen het in gebruik als legerkamp. Een deel van het klooster werd in de 19e eeuw weer als residentie van de aartsbisschop Kasper Kazimierz Cieciszowski in gebruik genomen, nadat hij de aftocht van de russische troepen wist te bewerkstelligen.
Toen Wolynië deel werd van het Keizerrijk Rusland behield het gebied voor de eerste 30-40 jaren autonomie in culturele, religieuze, administratieve en justitiële aangelegenheden. Deze autonomie werd echter omstreeks 1830 afgeschaft en vanaf dat moment begon de onderdrukking van de Rooms-Katholieke Kerk. Veel katholieke kerken en kloosters werden gesloten en de Drie-eenheidskerk werd aan de orthodoxe geloofsgemeenschap overgedragen. In 1876 werd de kerk verbouwd om de voormalige katholieke kerk een meer orthodox karakter te geven. Zo verscheen er een grote koepel op de kerk en een klokkentoren boven de narthex.
Tussen 1920 en 1930 behoorde Wolynië tot de tweede poolse republiek. Het klooster werd in gebruik genomen door de overheid. Na de Tweede Wereldoorlog werd een onderzoeksafdeling van de NKVD in de gebouwen gehuisvest, later kreeg ook de Faculteit voor Geschiedenis van het Pedagogische Instituut een plaats in de gebouwen.
Sinds 12 augustus 1992 werd de Drievuldigheidskathedraal overgedragen aan de eparchie Wolynië van de Oekraïens-orthodoxe Kerk.

## Afbeeldingen

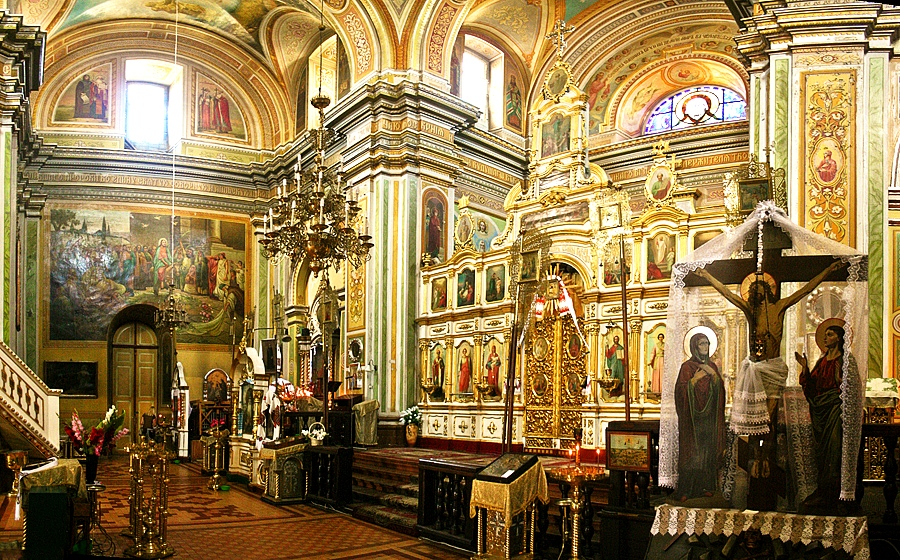
Iconostase
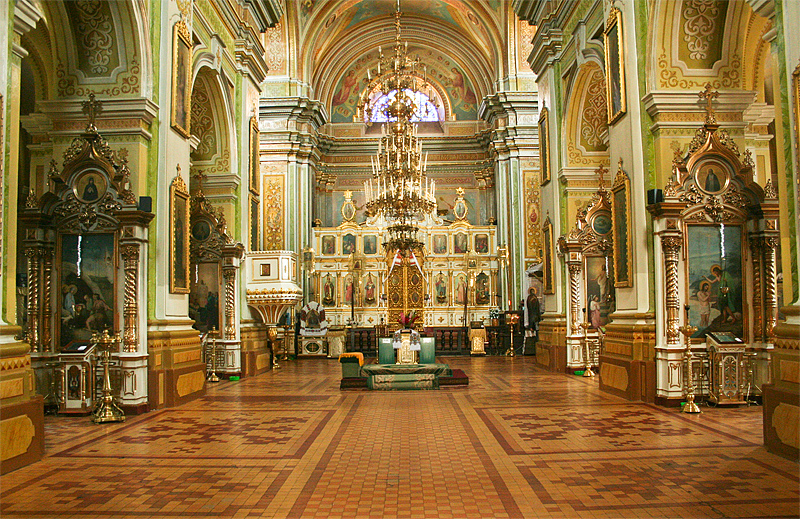
Overzicht interieur
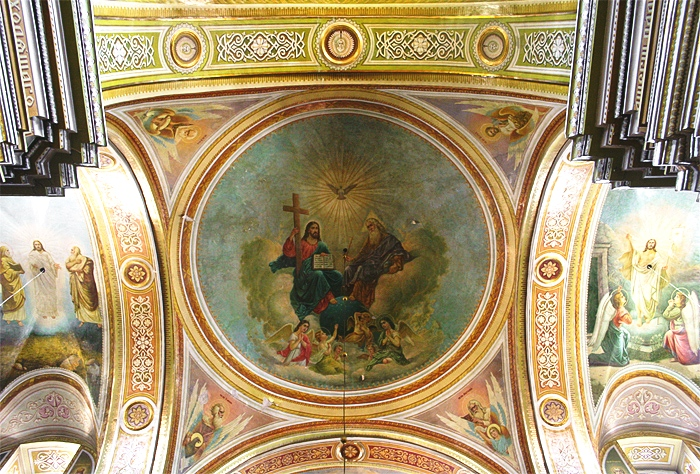
Koepel
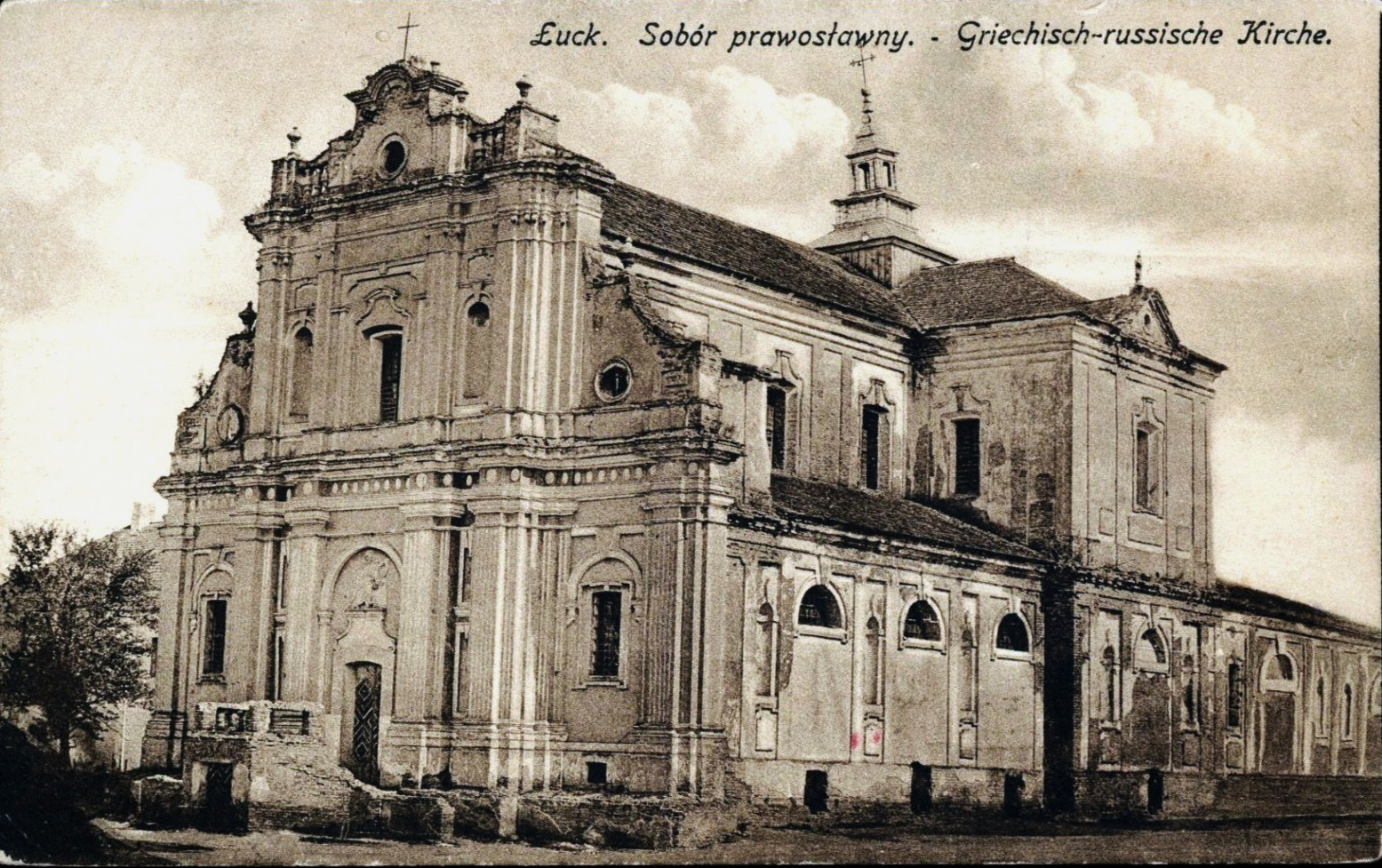
19e-eeuwse afbeelding voor de verbouwing